# Федаравичюс, Арнас
Арнас Федаравичюс (лит. Arnas Fedaravičius; род. 21 июня 1991, Вильнюс, Литва) — литовский актёр.

## Биография
Арнас Федаравичюс родился в Вильнюсе в 1991 году. Учился на философском факультете Вильнюсского университета. В кинематографе дебютировал в 2012 году, сыграв одну из главных ролей в криминальной драме итальянского режиссёра Габриэле Сальватореса «Сибирское воспитание». Попытки найти себе творческую реализацию через агентов в Лондоне в том же году успехом не увенчались. После демонстрации «Сибирского воспитания» на ММКФ актёр получил главную роль в фильме Дениса Родимина «Гость». На съёмках этой киноленты к Арнасу приставили преподавателя русского языка, так его владение языком носило преимущественно пассивный характер. Позже актёр обосновался в Москве (в этот город незадолго до того переехала и его девушка).
В 2014 году на российском «Первом канале» состоялась премьера многосерийного художественного фильма «С чего начинается Родина» режиссёра Рауфа Кубаева, в первых кадрах которого показан эпизод о тайном перелёте в Россию во избежание ареста экс-сотрудника ЦРУ Джеймса Сноу, прототипом которого стал Эдвард Сноуден. Роль сыграл Федаравичюс. В октябре того же года он снялся в клипе Макса Коржа «Не выдумывай», вышедшем 31 октября 2014 года на всемирной платформе YouTube.

## Фильмография
- 2012 — Сибирское воспитание
- 2013 — Авария
- 2014 — С чего начинается Родина — Джеймс Сноу
- 2015 — Вечный холод
- 2015 — Гость
- 2015 — Влюбленные женщины
- 2017 — Последнее королевство — Ситрик
- 2021 — Колесо времени — Masema Dagar (Masema Dagar)
- 2023 — Последнее королевство: Семь королей должны умереть — Ситрик
- 202_ - Белый Лотос, Валентин